# Koffi Kreme Kobena
Koffi Kreme Kobena (16 de julio de 1988) es un deportista marfileño que compite en judo.
Ganó una medalla en los Juegos Panafricanos de 2023 y cuatro medallas en el Campeonato Africano de Judo entre los años 2017 y 2022.

## Palmarés internacional
| Juegos Panafricanos | Juegos Panafricanos       | Juegos Panafricanos | Juegos Panafricanos |
| Año                 | Lugar                     | Medalla             | Categoría           |
| ------------------- | ------------------------- | ------------------- | ------------------- |
| 2023                | Acra (Ghana)              | Medalla de bronce   | –100 kg             |
| Campeonato Africano |                           |                     |                     |
| Año                 | Lugar                     | Medalla             | Categoría           |
| 2017                | Antananarivo (Madagascar) | Medalla de bronce   | –100 kg             |
| 2020                | Antananarivo (Madagascar) | Medalla de plata    | –100 kg             |
| 2021                | Dakar (Senegal)           | Medalla de bronce   | –100 kg             |
| 2022                | Orán (Argelia)            | Medalla de bronce   | –100 kg             |